# Masaki Aizawa
Pour les articles homonymes, voir Aizawa.
Masaki Aizawa (相沢 正輝, Aizawa Masaki) est un seiyū (doubleur japonais) né le 19 janvier 1965 à Hokkaidō.

## Rôles notables
- Shiyu Kusanagi dans X
- Shoryu dans Juuni Kokki
- Zest dans Nanoha StrikerS
- Masahiko Kida dans Death Note
- Date Eiji dans Hajime No Ippo
- Wiper dans One Piece